# 瓦爾密戰役
瓦爾密戰役，也被稱為砲擊瓦爾密，是個戰術上非決定性的砲兵行動，但戰略上確保了法國大革命的成果。此外，儘管戰役規模小，卻仍成為歷史上的決定性戰役之一，同時也是第一支由老兵和義勇兵所組成的雜牌軍，成功地擊敗了具有極高聲譽的奧軍與訓練有素的普軍。
戰役於1792年9月20日爆發於法國北部瓦爾密的附近，為第一次反法同盟的戰役之一（也是法國大革命戰爭的一部份）。夏尔·迪穆里埃指揮的法國北部軍團和弗朗索瓦·克里斯托夫·克勒曼指揮的法國中部軍團共同阻止了由不倫瑞克公爵指揮的普魯士軍隊向巴黎推進。
儘管傷亡很小（總共未達500人）且戰術上未有決定性的結果，瓦爾密之役仍被認為是法國大革命戰爭中，最壯麗的戰役之一，因為它在面對訓練有素的普魯士軍隊時拯救了法國的新式軍隊，並開啟了法國近四分之一世紀以來軍事力量的更新。

## 背景
法國於1792年4月20日向奧地利宣戰後，便遭遇了敵軍的進攻，且連連挫敗，導致反法聯軍於8月19日攻入法國。聯合軍的組成包含了普軍、奧軍、黑森軍、以及由布倫瑞克公爵指揮的移民軍團而該軍團也背負著腓特烈·威廉二世的榮譽。總指揮的軍隊在面對入侵法國領土的敵人時，成為一個又一個“嫌疑犯”；在更嚴重的行動開打前，分別由羅尚博、拉法葉及盧克納指揮的三個法國革命軍軍團，已經改配發給由迪穆里埃和凱勒曼指揮的兩個軍團。
入侵的聯軍輕鬆地於8月23日攻占隆維，並緩慢行軍至比隆維防禦更薄弱的凡爾登，导致巴黎情形危急，当权的吉伦特派主张迁都外省。雅各宾派（资产阶级民主派）则坚持战斗，其领袖之一乔治·雅克·丹东在议会上号召：“要想战胜敌人，我们必须勇敢，勇敢，再勇敢！这样法国才能得救。”雅各宾派征募6万大军开赴前线，此外还有成千上万爱国者自发组织起来投入战斗。
联军的长驱直入令法军惊慌失措，迪穆里埃将军开始设法控制混乱局面，把他的军队从与比利时接壤的北部边境调到了南部的色当，以避免法国防御力量进一步消耗。从地形上来看，迪穆里耶在丛林地区南部占据了一个易于攻守的位置——阿戈讷森林，在法国军队与普鲁士军队之间形成了一道天然屏障。不倫瑞克公爵对是否该穿过阿戈讷继续前进踌躇不已，这让迪穆里埃赢得了宝贵的时间，吸收了由克勒曼将军指挥的25000名援兵，使整体兵力增至3.6万人，超过了布伦瑞克直接指挥的3.4万士兵。布伦瑞克原计划与奥地利军队在北部会师后再发起进攻，然而他听信了迪穆里埃正在撤退的错误情报，并试图前往沙隆切断法军撤退路线，迫使法军在瓦尔密村附近开战。

## 戰鬥
法国迪穆里埃将军指挥的摩泽尔集团军和克勒曼将军指挥的莱茵集团军共约6万人(主要是青年志愿兵)，40门火炮，撤离色当和梅斯后汇合在一起，于1792年9月19日在瓦尔密附近设防。卡尔·不伦瑞克公爵指挥普军，于8—9月间占领隆维和凡尔登两要塞后，抵达沙隆并向巴黎推进。普军由集结地处发时共有13万人（一半普军，三分之一的奥军，还有其他小公国的军队），不过一路上为了掩护交通线留下不少守军，天气不好加上流行痢疾又减员了一部分。到两军相遇时也只有大概4万人（一说3.4萬人）36门火炮。
9月20日凌晨，奥普联军和法侨支队(4万余人)绕过正面法军，攻占了一个法军前哨据守的小村庄，乘着薄雾在一个有风车的小山顶列阵，企图先一举击溃以青年志愿兵为主的法国援军。驻扎在耶伦山上的克勒曼率领的援兵在两军相距约一英里时，发觉了普鲁士军队的突袭，随即法国炮兵展开了密集的攻势。双方互用炮攻，却都未取得决定性的突破。当雾气与硝烟渐渐消散后，奥普联军统帅布伦瑞克决定把他的主力部队部署在瓦尔密对面。
普军将火力与进攻集中在克勒曼所在的法军中部，大敌当前，克勒曼戴好别着革命徽章的帽子，拿起刀剑，振臂高呼：“国家万岁！”一时间群情激奋，士兵们随即狂热地吼叫着：“法国万岁！将军万岁！”。克勒曼部署了沙佐将军的9个步兵营和8个骑兵连正规军，专门前往支持瓦尔密正面另两个缺乏经验的志愿军旅。但出乎意料的是，两个缺乏经验的志愿军旅并不像普军情报和克勒曼担心的那样是一群毫无组织纪律性的乌合之众，会急于离开战场。志愿军旅官兵在战斗中坚定顽强、斗志昂扬，高呼："祖国万岁，法兰西万岁"，勇敢抵抗敌人。同时克勒曼还组织部署了12个步兵营和8个骑兵连迂回敌军左翼，由此挫败了奥普联军的攻击，迫使它停止进攻。
下午1时，普军步兵又组织了一次攻势，遭到了法军炮火的猛烈射击，只前进了200码就停了下来。普军的炮火也一度动摇了法军的凝聚力，但是克勒曼及时控制了局面。当奥普联军在日赞库尔以北压迫共和部队时，法革命军士兵，战斗中坚定顽强、斗志昂扬，挫败奥普联军的攻击，迫使它停止进攻。见无法突破法军防线，老迈的布伦瑞克公爵悻悻地说了句：「我們將不會在此作戰。」便提前离开了战场。炮战持续到下午4时，一场大雨结束了这场有点滑稽的战斗。
9月20日夜间，法军统帅迪穆里埃将军调整部署，率军转到更有利的阵地上，法军做好了继续交战的准备。但卡尔·不伦瑞克犹豫不决，不敢再次进攻。尔后十天内，由于当时法国爱国者的武装队伍正在普奥联军后方进行的活动，导致联军粮食弹药供应不足，未能采取积极的作战行动。
9月30日，联军开始撤退。克勒曼将军指挥的2.5万名法军受命追击敌人，但行动不够坚决。接着，法军转入的总攻加速了驱赶奥普军队的进程。至10月5日，联军损失近半，终于被驱逐出法国。

## 分析

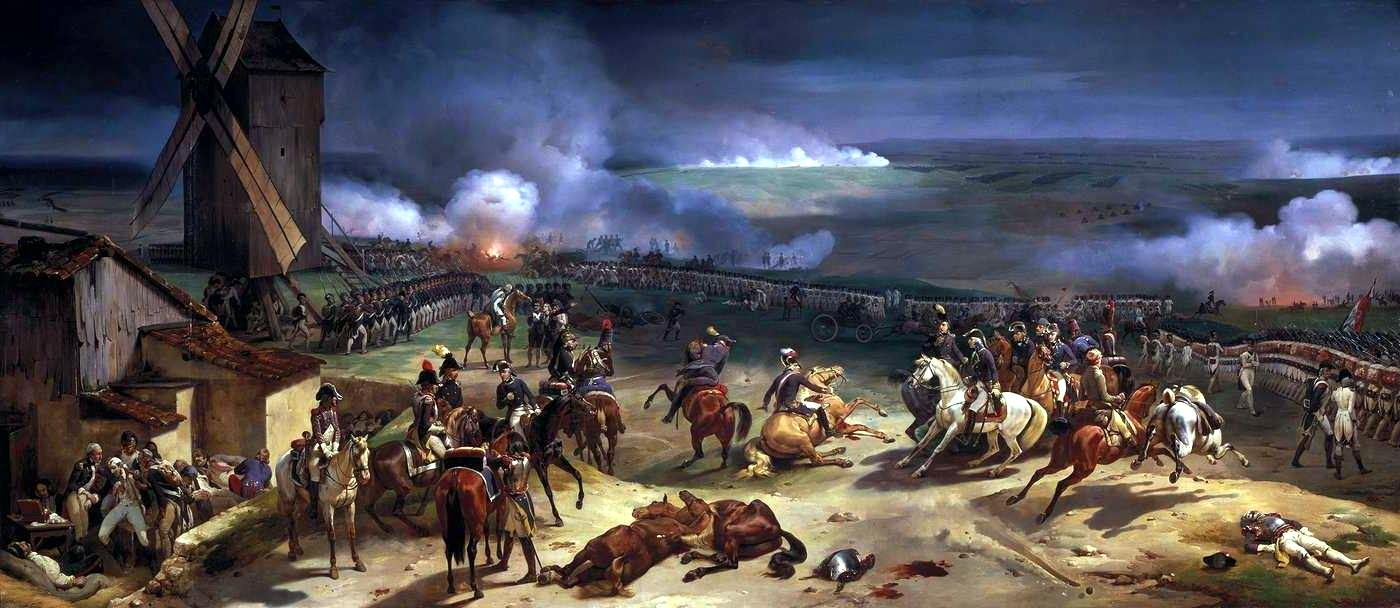
由让-巴斯蒂特·莫泽斯所繪的瓦爾密戰役，摹自奥拉斯·韦尔内的作品

由未经训练的法国青年志愿军组成的革命队伍在瓦尔密迎头痛击了训练有素的奥普联军。瓦尔密之战的胜利，是法兰西革命军队对封建君主国家联盟的第一次胜利。法国士兵的高昂斗志对战斗的最终胜利起了决定性作用，它证明战斗精神和高昂斗志有时会成为取得胜利的决定性因素，甚至比日常训练或武器更重要。
从军事学术观点看，瓦尔密交战的特点是：法国两集团军在遂行共同任务时密切协同，使用了密集的炮兵火力，军队在战斗中实施了灵活的机动。但瓦尔密之战的政治历史意义远大于其军事意义。瓦尔密大捷成为法国人民争取祖国自由的象征。瓦尔密之后第二天，法兰西共和国成立。这次胜利也就被宣传为"人民的军队打败了旧军队"。由于这次胜利的鼓舞，由普选产生的国民公会迅即通过了建立共和政体的决议，并于9月22日庄严宣布共和国（即法兰西第一共和国）成立。此战之后，法军一改防守局面，开始向外扩张。

## 外部連結
- 瓦爾密戰役 （页面存档备份，存于）來自爱德华·谢泼德·克里西（英语：Edward Shepherd Creasy）的歷史上15場關鍵性戰役
- '歐洲戰場'中，介紹瓦爾密戰役的插圖文章
- 戰場地圖 （页面存档备份，存于）

## 延伸閱讀
- 阿蒂尔·许凯（英语：Arthur Chuquet）, Les Guerres de la Révolution : 2. Valmy, 1887
- Campagne du Duc de Brunswick contre les Français en 1792, publiée en allemand par un officier prussien témoin oculaire et traduite en français sur la quatrième édition à Paris chez A.Cl.FORGET rue du Four-Honoré No 487 An III de la République.